# Andrej Hlinka

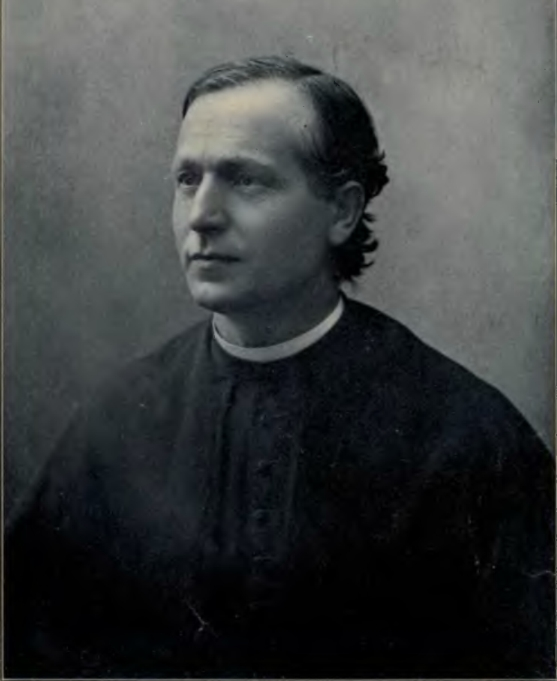
Andrej Hlinka na fotografii z roku 1908

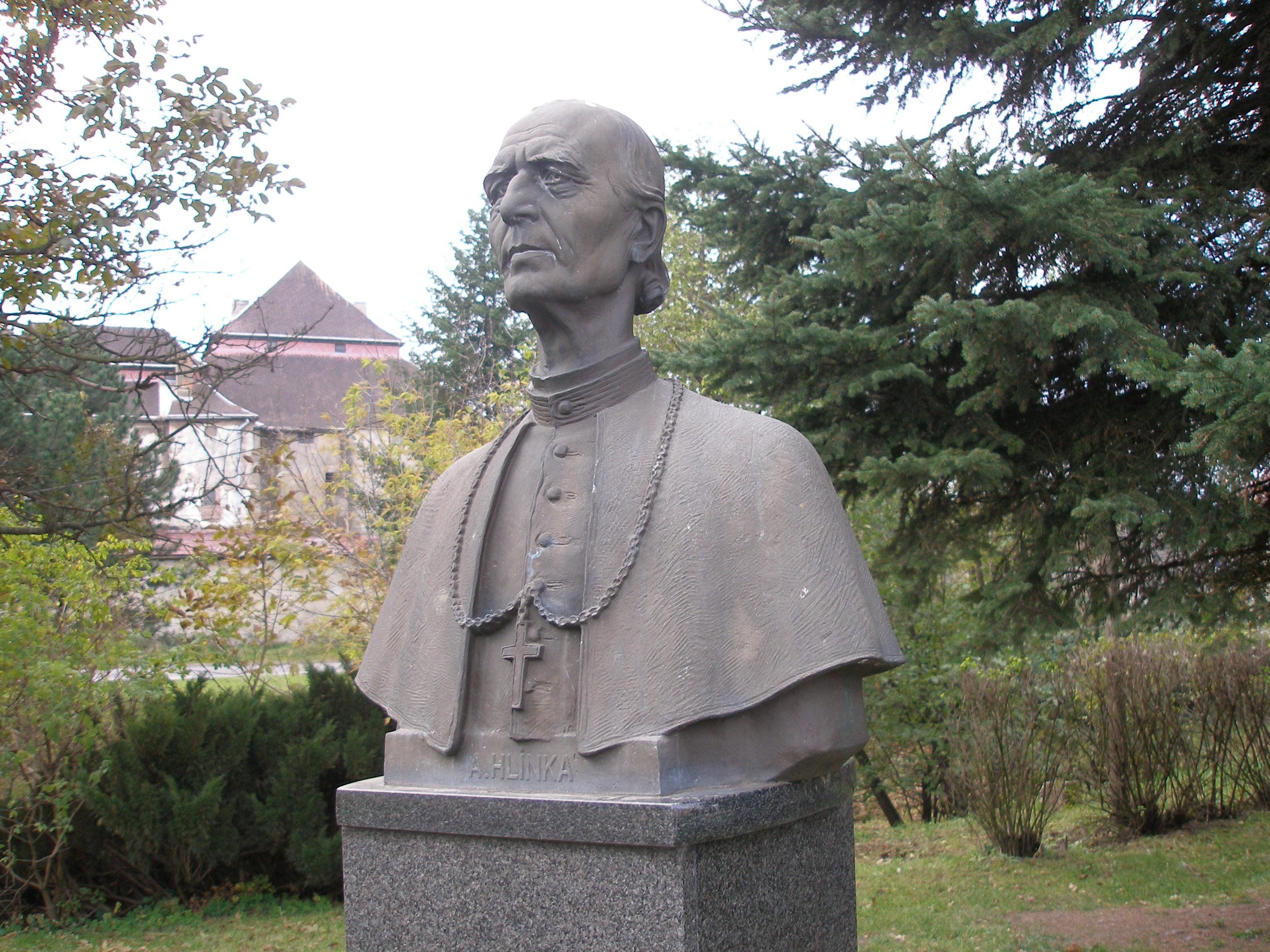
Hlinkův pomník v Prešově

Andrej Hlinka (27. září 1864 Černová, dnes část Ružomberku – 16. srpna 1938 Ružomberok) byl slovenský katolický kněz, politik, vůdčí osobnost slovenského národního hnutí, signatář Martinské deklarace a zakladatel a vůdčí osobnost Hlinkovy slovenské ľudové strany (tzv. ľuďáků).

## Život
Hlinka absolvoval kněžský seminář při Spišské kapitule, na kněze byl vysvěcen v roce 1889. Byl farářem na různých místech, naposledy v Ružomberku. Už v mládí začal politickou kariéru v řadách maďarské Lidové strany (Néppárt), vedené hrabětem Zichym. Stranu opustil poté, co se vzdala principů národnostní tolerance; mimo jiné nesouhlasila s Hlinkovou poslaneckou kandidaturou kvůli jeho národnostním projevům. Ve volbách 1901 dokonce podpořil kandidáta maďarské Liberální strany. V roce 1897 se stal redaktorem Ľudových novin, v roce 1906 založil Ľudovou banku a v roce 1910 slovenské tiskárny v Bratislavě. V letech 1905 a 1913 se neúspěšně pokoušel založit Slovenskou lidovou stranu. Mezitím byl v letech 1907–1910 ve vězení, oficiálně kvůli protimaďarským projevům během voleb 1906 a kvůli projevům během českého přednáškového turné 1907. Reálně proto, že se vyslovil proti národnostnímu útlaku v Uhersku a že kritizoval mj. maďarizační školské zákony z roku 1907. Ve vězení se setkal a polemizoval s pozdějším maďarským komunistickým vůdcem Bélou Kunem. Psal a překládal teologická díla.
V roce 1918 se Hlinka stal členem nově vytvořené Slovenské národní rady. Na samém počátku byl nakloněn myšlence jednotného „československého národa“, rychle ji však opustil. Ještě v témže roce se podílel na založení Slovenské ľudové strany, jíž se stal předsedou. Byl vůdčí osobností pětičlenné delegace slovenských kněží, která v létě 1919 přijela do Francie na Versailleskou konferenci, aby žádala autonomii pro Slovensko. Na konferenci odjel z Polska přes Rumunsko na falešný polský pas, ale na jednání nebyl vůbec vpuštěn a po návratu byl krátce uvězněn na Mírově. Důvodem uvěznění bylo, že cestoval do Versailles právě na falešný pas.
U příležitosti 700. výročí založení Třetího řádu sv. Františka z Assisi se v říjnu 1921 zúčastnil spolu se knězem Dr. Aloisem Kolískem první velké společné pouti Čechů a Slováků v novodobé historii Československa. V roce 1924 byl jmenován papežským komořím a v roce 1927 apoštolským protonotářem.
V roce 1925 se jeho strana přejmenovala na Hlinkovu slovenskú ľudovú stranu (HSĽS), jíž byl až do konce svého života lídrem a hlavním ideologem. V letech 1918 až 1938 byl vůdcem poslanecké frakce SĽS a posléze HSĽS v československém Národním shromáždění. Dne 27. února 1938 jednal s K. H. Frankem ze Sudetoněmecké strany (SdP) o spolupráci; SdP pak poskytla hlinkovcům finanční podporu ve výši pět milionů korun. Krátce před svou smrtí se dohodl na spolupráci mezi HSĽS, Konradem Henleinem a politickým vůdcem maďarské menšiny v Československu hrabětem Esterházym.

## Ideologie
Ideologický základ Hlinkova politického přesvědčení a politiky tvořilo hluboké vlastenecké cítění (zvýrazněné nejprve maďarskou nadvládou a posléze zřetelně slabším postavením Slováků v Československu), klerikalismus a antikomunismus. Jestliže v mládí byl odpůrcem útlaku Slováků ze strany Maďarů, po vzniku Československa se stal vášnivým odpůrcem „pražské centralizace“ a faktu, že většinu moci ve státě soustředili ve svých rukou Češi. Nicméně ve třicátých letech po sjezdu strany v Piešťanech v září 1936 tato strana jednoznačně přechází na autoritativní nebo spíše totalitní pozice a nachází vzory v rakouském stavovském státě, v Portugalsku Antónia Salazara, Frankově Španělsku nebo Mussoliniho Itálii.

## Náhledy na osobnost Hlinky
První prezident Československa Tomáš Garrigue Masaryk o Hlinkovi prohlásil: „Základním jeho rysem je ohromná primitivnost, nevzdělanost, naprostá nepotřeba kultury.“
Po Hlinkově smrti stanul v čele jeho strany Jozef Tiso. Strana postupně ovládla situaci na Slovensku a po vzniku Slovenského štátu převzala veškerou moc (teoreticky, prakticky ovšem byla její moc a moc jejích představitelů omezena přáními Německa). Strana se změnila ve skutečně masovou a z Hlinky se stala kultovní osobnost nového režimu. Odvolávaly se na něj i nově založené organizace Hlinkova garda (napodobenina německých Sturmabteilung) a Hlinkova mládež (napodobenina německých Hitlerjugend).
V dubnu 1939 přijal Slovenský sněm zákon o zásluhách Andreje Hlinky (83/1939 Sl.z.).
Po obnovení Československa v roce 1945 byl Hlinka jakožto antikomunista, klerikalista, odpůrce pragocentrismu a centralizace státu a i vzhledem k tomu, že před svou smrtí v roce 1938 krátce aktivně spolupracoval se Sudetoněmeckou stranou a Jánosem Esterházym, označen jako fašista či spíše klerofašista. Po sametové revoluci ovšem ztratil tento jednostranný negativní pohled svůj monopol.
Ve Slovak National Biography z roku 1991 je o něm uvedeno: „one of the most significant personalities in modern Slovak history, a nationalistic Christian politician and representative of Slovak autonomic efforts“ (česky: „jedna z nejvýznačnějších osobností moderní slovenské historie, nacionalistický křesťanský politik a představitel slovenských autonomistických snah“).
Jeho tvář byla vyobrazena na poslední slovenské tisícikorunové bankovce, platné před zavedením eura. V říjnu 2007 Národní rada Slovenské republiky přijala zákon č. 531/2007 Z.z., o zásluhách Andreje Hlinky o státotvorný slovenský národ a o Slovenskou republiku. Je po něm pojmenován slovenský Řád Andreje Hlinky.